# Кондрусевич, Владимир Петрович
Влади́мир Петро́вич Кондрусе́вич (бел. Уладзі́мір Пятро́віч Кандрусе́віч; род. 29 сентября 1949) — советский и белорусский композитор. Лауреат Республиканской театральной премии имени Л. И. Мозалевской (1992), а также Премии в области театрального искусства имени народной артистки СССР Л. П. Александровской (2006). Награждён Почетной грамотой Министерства культуры Республики Беларусь (2003). Член Союза композиторов Белорусской ССР (1979).

## Биография
Родился 29 сентября 1949 в Гродно Белорусской ССР. Окончил Белорусскую государственную консерваторию им. А. В. Луначарского по классу по классу фортепьяно (1973) и композиции (1979) профессора Е. А. Глебова и ассистентуру-стажировку (1981) под его же руководством.
Работал концертмейстером Театра оперы и балета Белоруссии. Является руководителем Продюсерского центра «Спамаш».

## Награды и звания
Является лауреатом и дипломантом многочисленных международных, всесоюзных, республиканских конкурсов и фестивалей.
- Лауреат Республиканской театральной премии имени Л. И. Мозалевской (1992)
- Лауреат Премии в области театрального искусства Белоруссии имени народной артистки СССР Л. П. Александровской (2006)
- Почетная грамота Министерства культуры Республики Беларусь (2003)
- Почётная грамота Национального собрания Республики Беларусь (23 октября 2006 года) — за большой вклад в реализацию социальной политики Республики Беларусь и заслуги в развитии национальной культуры[3].
- Медаль Франциска Скорины (2007)

## Творчество
Является автором многочисленных опер, симфоний, балетов, ораторий, кантат, камерных, инструментальных, вокальных произведений. Наиболее продуктивно композитор работает в области театральной музыки. Написана музыка к более чем 200 спектаклям в белорусских и зарубежных театрах, а также к 32 кинопроектам.
Спектакли идут на сценах Большого театра оперы и балета Республики Беларусь, Белорусского государственного академического музыкального театра, Национального академического театра имени Янки Купалы, Национального академического драматического театра имени М. Горького, Белорусского республиканского театра юного зрителя, МХАТ имени А. Чехова (Москва), драмтеатра Белостока (Польша), театров Каунаса, Магдебурга, Люблина, Тюмени.
На Белорусском телевидении транслировались спектакли «Капюшон волшебника» и «Млечный путь» по произведениям К. Чорного; на белорусском радио — радиоспектакли «Дар лесного царя», «Кошка, которая гуляет сама по себе», «Последняя пастораль».

### Основные сочинения
- мюзиклы «Джулия», «Стакан воды», «Африка», «Софья Гольшанская», «Байкер»
- балет «Крылья памяти», «Мефисто»
- музыка к драматическим спектаклям и кинофильмам.

### Композиторская фильмография
- 1981 — «Его отпуск» (телефильм)
- 1982 — «Полигон» (телефильм)
- 1984 — «Прости нас, первая любовь»
- 1985 — «Тревоги первых птиц»
- 1986 — «Личный интерес» (телефильм)
- 1987 — «Хотите — любите, хотите — нет...»
- 1991 — «Плач перепелки» (телефильм)
- 1991 — «Кешка и «гангстеры»» (короткометражный телефильм)
- 1991 — «Кешка и спецназ» (короткометражный телефильм)
- 1992 — «Интерпол»
- 1992 — «Кешка и террористы» (короткометражный телефильм)
- 1992 — «Кешка и Фредди» (короткометражный телефильм)
- 1993 — «Кешка и бизнес» (короткометражный телефильм)
- 1993 — «Кешка и борода» (короткометражный телефильм)
- 1993 — «Кешка и гуманоид» (короткометражный телефильм)
- 1994 — «Дела Лоховского: Привет от тезки» (короткометражный)
- 1994 — «Эпилог»
- 1993 — «Последняя роль» (короткометражный телефильм)
- 1996 — «Птицы без гнезд»
- 1997 — «Дела Лоховского: Лечение по доктору Лоховскому» (короткометражный)
- 1998 — «Дела Лоховского: Голосовать «за»!»»
- 1998 — «Падение вверх»
- 1998 — «Три женщины и мужчина»
- 1999 — «Санта Лючия»
- 2008 — «На спине у черного кота»
- 2011 — «На перепутье»
- 2013 — «КиндерВилейское привидение»
- 2014 — «Белые росы. Возвращение»

Кроме того написал музыку к документальным фильмам «Среди волн», «Хозяин» (оба — 1984), «Кто придет на стадион», «Дни культуры Словении в Белоруссии» (оба — 1986), «Дикие звери мира» (2004); анимированным — «Тихое болото» (1979), «Динозаврик» (1982), «Это слон», «Сказки-небылицы деда Егора» (оба — 1986), «Корзина с еловыми шишками» (1989), «Стеклянные звезды» (1991), «Сквозь отражения» (1995); телеспектаклям Белорусского телевидения «Млечный путь» (1980), «Последняя ночь Алоизы» (1986).